# Scott Gibbons
Scott Gibbons, noto anche con lo pseudonimo di Lilith (2 marzo 1969), è un musicista e compositore statunitense di musica elettroacustica, noto tra le altre cose per il suo lungo periodo di collaborazione con Romeo Castellucci e Chiara Guidi della Socìetas Raffaello Sanzio, componendo numerose musiche per i loro spettacoli.
Scott Gibbons ha inoltre fatto parte degli Orbitronik assieme a Brian Ladd e degli Strawberry con Jonathan Joe e Weasel Walter.

## Discografia

### Come Scott Gibbons
- 1987: nipple runs. (White Noise)
- 1988: ripped nuns. (White Noise)
- 2002: Dialtones con Levin e Shakar (Staalplaat)
- 2007: Tragedia Summa (Rarovideo)
- 2008: The Cryonic Chants con Chiara Guidi (KML Recordings/Sonic Invaders)
- 2022: Il Terzo Reich con Romeo Castellucci (Xong collection - artist records, Xing)

### Come Lilith
- 1990: The Taboos of the Lashing Creeper (Ladd-Frith)
- 1991: Some Modes of Probability (White Noise)
- 1991: Mantle(White Noise)
- 1992: Stone (Sub Rosa)
- 1994: Orgazio (Sub Rosa)
- 1995: Redwing (Sub Rosa)
- 1999: Field Notes (World Domination Records)
- 2002: Imagined Compositions for Water (Disques Hushush)

### Con gli Orbitronik
- 1998: Orbitronik (World Domination Records)
- 1999: My Computer My Stereo (Thousand)
- 1999: Unplugged (Ladd-Frith)

### Con gli Strawberry
- 2002: Strawberry (Taigkyo)

## Musiche per teatro

### Con la Socìetas Raffaello Sanzio
- Ciclo "Tragedia Endogonidia":
  - C.#01 CESENA. I Episodio della Tragedia Endogonidia (2002)
  - A.#02 AVIGNON. II Episodio della Tragedia Endogonidia (2002)
  - B.#03 BERLIN. III Episodio della Tragedia Endogonidia (2003)
  - BR.#04 BR.#04 BRUXELLES/BRUSSEL. IV Episodio della Tragedia Endogonidia (2003)
  - BN.#05 BERGEN. V Episodio della Tragedia Endogonidia (2003)
  - P.#06 PARIS. VI Episodio della Tragedia Endogonidia (2003)
  - R.#07 ROMA. VII Episodio della Tragedia Endogonidia (2003)
  - S.#08 STRASBOURG. VIII Episodio della Tragedia Endogonidia (2004)
  - L.#09 LONDON. IX Episodio della Tragedia Endogonidia (2004)
  - M.#10 MARSEILLE. X Episodio della Tragedia Endogonidia (2004)
  - C.#11 CESENA. XI Episodio della Tragedia Endogonidia (2004)
- The Cryonic Chants (2005)
- Hey Girl! (2006)
- Vexilla Regis Prudent Inferni (2007)
- Madrigale Appena Narrabile (2007)
- Ciclo "La Divina Commedia":
  - Inferno (2008)
  - Purgatorio (2008)
  - Paradiso (2008)